# Дзюба, Георгий Георгиевич
Георгий Георгиевич Дзюба (29 ноября 1911, с. Койсуг, область войска Донского, Российская империя — 15 сентября 1960, Ленинград, СССР) — советский военачальник, генерал-лейтенант авиации (03.11.1951).

## Биография
Родился 29 ноября 1911 года в с. Койсуг, ныне Азовского района Ростовской области. Русский.

### Военная служба

#### Межвоенные годы
С июля 1929 года в РККА — курсант школы военных летчиков в Вольске, с июня 1930 года продолжил обучение 3-й школе летчиков и летнабов в Оренбурге. С декабря 1931 года: младший лётчик, старший летчик, начальник связи 9-й авиационной эскадрильи (г. Смоленск, Белорусский ВО). В декабре 1933 года эскадрилья переводится на Дальний Восток в посёлок Угловое, где Дзюба продолжил службу командиром авиационного звена, а затем авиационного отряда эскадрильи. С октября 1937 года командир 44-й эскадрильи. С мая 1938 года командир 1-го авиационного полка 7-й истребительной авиационной бригады ВВС ТОФ. В этой должности принимал участие в боевых действиях у озера Хасан. Член ВКП(б) с 1938 года. В сентябре-октябре 1939 года прошел обучение на Высших летно-тактических курсах в городе Липецке. С октября 1939 года — помощник командира 61-й авиационной бригады ВВС Балтийского флота. В этой должности принимал участие в советско-финской войне. С апреля 1940 года командир 62-й авиационной бригады ВВС Черноморского флота.

#### Великая Отечественная война
С началом войны в прежней должности. Части бригады прикрывали Севастополь с воздуха и морские коммуникации Одесса—Севастополь. Личный состав соединения под командованием Дзюбы проявил мужество и героизм. 25 июля 1941 года впервые на ЧФ был совершен воздушный таран над морем. На следующий день летчиками бригады был нанесен удар по порту, нефтеперегонному заводу и нефтехранилищам в Констанце (Румыния), в августе выведен из строя Чернаводский железнодорожный мост через реку Дунай. О боевых успехах бригады неоднократно сообщали сводки Совинформбюро. Многие летчики были удостоены государственных наград, несколько человек — звания Героя Советского Союза. Летные и обеспечивающие части Севастопольского оборонительного района вошли в состав 3-й Особой авиагруппы, командиром которой 5 июля 1942 года стал полковник Дзюба. Соединение наносило удары по тактической и оперативной глубине войск противника, прикрывало с воздуха город Севастополь, корабли ЧФ и транспорты для коммуникации с Новороссийском.
В июле 1942 года назначен заместителем командующего ВВС Балтийского флота, готовил резерв и непосредственно руковолил отдельными операциями. Из боевой характеристики: «Как летчик летает на всех типах истребителей, лично приложил много усилий к повышению качества летной подготовки экипажей и особенно эффективности подготовки и боевой деятельности истребительной авиации». С августа 1943 года по апрель 1944 года проходил обучение на ВАК при Военно-морской академии. им. К. Е. Ворошилова.
5 декабря 1944 года генерал-майор авиации Дзюба назначен командующим ВВС Беломорской флотилии Северного флота. Практически все проблемы с обеспечением действий британской авиации с аэродрома Ягодное (остров Ягодник) полностью легло на его плечи. Провел значительную работу но укомплектованию частей ВВС личным составом и самолётами, организовал переучивание летчиков на пилотирование самолётов типа «Каталина», проводил прием и перегонку самолётов из США и с заводов страны в состав ВВС флота. Под его руководством велось строительство аэродромной сети ВВС флотилии, лично вылетал на Диксон, Новую Землю, Хабарово, Варнеку, Нарьян-Мар, Иокангу, Поной, Моржовец где инструктировал и налаживал боевую работу своих подразделений. На 1944 год подразделениями ВВС совершено 1542 боевых самолёто-вылета. Сопровожден 91 конвой без потерь, 130 самолёто-вылетов по ледовой разведке. Поиск и уничтожение подводных лодок противника — 17 самолёто-вылетов, обнаружено 7 подводных лодок противника и мин — 4. Произведено 7 бомбометаний, уничтожена, совместно с кораблем, одна ПЛ противника, одна повреждена силами ВВС. Произведено перевооружение на новую материальную часть и переучено около 200 чел. Освоена новая Карская ВМБ.
Во время советско-японской войны руководил операциями по нанесению массированных ударов авиацией по портам Юки, Расин, Сейсин и другим военным объектам противника, а также воздушному прикрытию высадки морского десанта и осуществлению воздушного десанта на Курильских островах, в результате чего южная часть Сахалина и Курильские острова были заняты нашими войсками.

Могила Дзюбы на Серафимовском кладбище Санкт-Петербурга.

#### Послевоенное время
После окончания войны оставался в прежней должности. В январе 1946 года назначен командиром с ВВС Тихоокеанского флота. С февраля 1947 года по апрель 1949 года проходил обучение в Высшей военной академии им. К. Е. Ворошилова. В апреле 1949 года назначен начальником штаба ВВС Южно-Балтийского флота (ВВС 4-го ВМФ). С августа 1950 года командующий ВВС 4-го ВМФ. С января 1954 года начальник авиационного факультета Военно-морской академии.
15 сентября 1960 года трагически погиб в Ленинграде. Похоронен на Серафимовском кладбище.

## Награды
СССР
- орден Ленина (05.11.1954)[3]
- четыре ордена Красного Знамени (21.04.1940[4], 23.10.1942[5], 14.09.1945[6], 20.06.1949[7][3])
- орден Ушакова II степени (04.01.1945)[8]
- орден Красной Звезды (03.11.1944)[9]
- орден «Знак Почёта» (23.02.1939)[4]
  - медали в том числе:
  - «За оборону Ленинграда» (18.11.1943)[10]
  - «За оборону Одессы» (1942)[4]
  - «За оборону Севастополя» (1942)[4]
  - «За оборону Советского Заполярья» (1945)[11]
  - «За победу над Германией в Великой Отечественной войне 1941—1945 гг.» (1945)[4]
  - «За победу над Японией» (1945)[4]

Приказы (благодарности) Верховного Главнокомандующего в которых отмечен Г. Г. Дзюба
- За овладение южной половиной острова Сахалин, а также островами Сюмусю и Парамушир из группы Курильских островов, и захватом в Северной Корее портов и городов Юки, Расин, Сейсин, Ранан, Гензан. 23 августа 1945 года. № 372

Других государств
- орден Бани 3-й степени, (Великобритания, 1945)
- орден Британской империи 3-й степени, (Великобритания, 1945)
- медаль «За освобождение Кореи» (КНДР, 1945)